# 1966年の鉄道
1966年の鉄道（1966ねんのてつどう）とは、1966年（昭和41年）に起こった鉄道関係の出来事をまとめたページである。
1965年の鉄道 - 1966年の鉄道 - 1967年の鉄道

## 出来事の一覧

### 1月
- 1月10日
  - 日本国有鉄道
    - （新駅開業） （貨）南長岡駅（信越本線 宮内駅 - 長岡駅間）
- 1月20日
  - 東京急行電鉄（現・東急電鉄）
    - （駅名改称）  自由が丘駅←自由ヶ丘駅（東横線、田園都市線）
    - （駅名改称）  緑が丘駅←緑ヶ丘駅、溝の口駅←溝ノ口駅（田園都市線）
    - （駅名改称）  雪が谷大塚駅←雪ヶ谷大塚駅、久が原駅←久ヶ原駅（池上線）
    - （駅名改称）  鵜の木駅←鵜ノ木駅（目蒲線（現・東急多摩川線））
    - （駅名改称）  宮の坂駅←宮ノ坂駅（下高井戸線（現・世田谷線））

### 2月
- 2月1日
  - 日本国有鉄道
    - （新駅開業）  香草駅（可部線 津浪駅 - 加計駅間）
    - （駅廃止・信号場化） 熊ノ平信号場←熊ノ平駅（信越本線）

  - 名古屋鉄道
    - （駅名改称）  市役所前駅←今沢町駅（岐阜市内線）
- 2月12日
  - 名古屋鉄道
    - （駅名改称）  大学病院前駅←県庁市役所前駅（岐阜市内線）

### 3月
- 3月10日
  - 日本国有鉄道
    - （延伸開業）  漆生線 漆生駅 - 下山田駅間 (4.3 km)
    - （新駅開業）  才田駅
    - （信号場開業）  嘉穂信号場
    - （延伸開業）  上山田線 上山田駅 - 豊前川崎駅間 (11.5 km)
    - （新駅開業）  熊ヶ畑駅、真崎駅、東川崎駅
- 3月15日
  - 名古屋鉄道
    - （駅名改称）  守山自衛隊前駅←守山市駅（瀬戸線）
- 3月16日
  - 帝都高速度交通営団（現・東京地下鉄）
    - （延伸開業）  東西線 中野駅 - 高田馬場駅間 (3.9 km) 、九段下駅 - 竹橋駅間 (1.0 km)
    - （新駅開業）  中野駅、落合駅、竹橋駅
- 3月21日
  - 日本国有鉄道
    - （複線化）  東北本線 平泉駅 - 前沢駅間 (7.6 km)
    - （信号場廃止） 衣川信号場
- 3月25日
  - 青森県営専用鉄道（現・八戸臨海鉄道）
    - （新線開業）  県営専用線（現・八戸臨海鉄道線） 北八戸信号場 - 北沼駅間
    - （新駅開業）  北沼駅
    - （信号場開業）  北八戸信号場
- 3月27日
  - 日本国有鉄道
    - （信号場開業）  羽尾信号場（篠ノ井線 姨捨駅 - 冠着駅間）

  - 京浜急行電鉄
    - （延伸開業）  久里浜線 野比駅（現・YRP野比駅） - 津久井浜駅間 (2.5 km)
    - （新駅開業）  京浜長沢駅（現・京急長沢駅）、津久井浜駅

### 4月
- 4月1日
  - 日本国有鉄道
    - （新駅開業）  芦原橋駅（大阪環状線 大正駅 - 今宮駅間）

  - 東京急行電鉄
    - （延伸開業）  田園都市線 溝の口駅 - 長津田駅間 (14.2 km)
    - （新駅開業）  梶が谷駅、宮崎台駅、宮前平駅、鷺沼駅、たまプラーザ駅、江田駅、市が尾駅、藤が丘駅、青葉台駅、田奈駅、長津田駅

  - 遠州鉄道
    - （駅名改称）  自動車学校前駅←遠州市場駅、さぎの宮駅←遠州共同駅（西鹿島線（現・鉄道線））
- 4月11日
  - 新京成電鉄（現・京成電鉄）
    - （新駅開業）  北習志野駅（新京成線（現・京成松戸線） 高根木戸駅 - 習志野駅間）
- 4月23日
  - 小田急電鉄
    - （新線開業）  向ヶ丘遊園モノレール線 向ヶ丘遊園駅 - 向ヶ丘遊園正門駅間 (1.1 km)
    - （新駅開業）  向ヶ丘遊園正門駅

### 5月
- 5月1日
  - 日本国有鉄道
    - （路線廃止）  筑豊本線貨物支線 小牧信号場 - （貨）筑前中山駅間
    - （駅廃止） 筑前中山駅
    - （信号場廃止） 小牧信号場
- 5月2日
  - 日本ドリーム観光
    - （新線開業）  モノレール大船線 大船駅 - ドリームランド駅間 (5.3 km)
    - （新駅開業）  大船駅、ドリームランド駅
    - （信号場開業）  小雀信号所
- 5月17日
  - 姫路市交通局（後・姫路市企業局交通事業部）
    - （新線開業）  モノレール線 姫路駅 - 手柄山駅間 (1.6 km)
    - （新駅開業）  姫路駅、大将軍駅、手柄山駅
- 5月31日
  - 越後交通
    - （路線廃止）  長岡線 寺泊新道駅[注釈 1] - 寺泊駅（初代）間（1961年10月3日から休止）
    - （駅廃止） （臨）金山駅、寺泊海水浴駅、寺泊温泉駅、寺泊駅（初代）

### 6月
- 6月1日
  - 秩父鉄道
    - （駅名改称）  行田市駅←行田駅（秩父本線）

  - 上田丸子電鉄（現・上田電鉄）
    - （駅名改称）  本州大学前駅（現・大学前駅）←下本郷駅（別所線）

  - 名古屋市営地下鉄
    - （駅名改称）  伏見駅←伏見町駅（1号線（現・東山線））
    - （駅名改称）  栄駅←栄町駅（1号線、2号線（現・名城線））
- 6月15日
  - 日本国有鉄道
    - （新駅開業）  （貨）東福山駅（山陽本線 大門駅 - 福山駅間）

  - 羽後交通
    - （路線廃止） 横荘線 舘合駅 - 二井山駅間（前年7月9日[注釈 2]から休止）
    - （駅廃止）羽後大森駅、八沢木駅、二井山駅

### 7月
- 7月1日
  - 日本国有鉄道
    - （新駅開業）  行田駅（高崎線 吹上駅 - 熊谷駅間）

  - 西武鉄道
    - （新駅開業）  一橋学園駅（多摩湖線。一橋大学駅と小平学園駅を統合[注釈 3]）
    - （信号場開業） 本町信号場（多摩湖線 国分寺駅 - 一橋学園駅間）
    - （駅廃止） 一橋大学駅、小平学園駅（多摩湖線。一橋学園駅に統合）

  - 長野電鉄
    - （新駅開業）  若穂駅（河東線（後・屋代線） 信濃川田駅 - 綿内駅間）

  - 神戸電気鉄道（現・神戸電鉄）
    - （新駅開業）  唐櫃台駅（有馬線 六甲登山口駅（現・神鉄六甲駅） - 有馬口駅間）
- 7月2日
  - 日本国有鉄道
    - （複線化）  信越本線 丸山信号場 - 矢ヶ崎信号場間 (8.6 km)
    - （信号場廃止） 丸山信号場、矢ヶ崎信号場
- 7月6日
  - 熊本電気鉄道
    - （路線廃止） 上熊本倉庫線 上熊本駅 -（貨） 熊本倉庫駅間
    - （駅廃止）熊本倉庫駅
- 7月7日
  - 京浜急行電鉄
    - （延伸開業）  久里浜線 津久井浜駅 - 三浦海岸駅間 (1.5 km)
    - （新駅開業）  三浦海岸駅
- 7月20日
  - 日本国有鉄道
    - （複線化）  上越線 後閑駅 - 上牧駅間 (7.1 km)
    - （信号場廃止） 下牧信号場
    - （複線化）  日豊本線 宇佐駅 - 西屋敷駅間 (3.6 km)
- 7月21日
  - 京王帝都電鉄（現・京王電鉄）
    - （駅名改称）  新代田駅←代田二丁目駅（井の頭線）
- 7月30日
  - 日本国有鉄道
    - （複線化）  東北本線 大河原 - 船岡駅間 (3.0 km)

### 8月
- 8月9日
  - 日本国有鉄道
    - （複線化）  日豊本線 亀川駅 - 東別府駅間 (7.9 km)
- 8月10日
  - 土佐電気鉄道（現・とさでん交通）
    - （駅名改称）  上町一丁目停留場←本丁筋一丁目停留場、上町二丁目停留場←本丁筋二丁目停留場、上町三丁目停留場←本丁筋三丁目停留場、上町四丁目停留場←本丁筋四丁目停留場、上町五丁目停留場←本丁筋五丁目停留場（伊野線）
- 8月24日
  - 日本国有鉄道
    - （電化）  信越本線 長野駅 - 直江津駅 (75.0 km・直流1,500 V)
- 8月30日
  - 日本国有鉄道
    - （複線化）  日豊本線 行橋駅 - 新田原駅間 (5.2 km)

### 9月
- 9月1日
  - 日本国有鉄道
    - （新駅開業）  羽前前波駅（陸羽西線 升形駅 - 津谷駅間）

  - 東武鉄道
    - （新駅開業）  北春日部駅（伊勢崎線 春日部駅 - 姫宮駅間）

  - 別府鉄道
    - （新駅開業）  藤原製作所前駅（野口線 野口駅 - 円長寺駅間）
- 9月6日
  - 日本国有鉄道
    - （複線化）  日豊本線 東別府駅 - 仏崎信号場間 (3.8 km)
- 9月15日
  - 北陸鉄道
    - （駅名改称）  野々市工大前駅←工専前駅（石川線）
- 9月16日
  - 日本国有鉄道
    - （複線化）  上越線 五日町駅 - 浦佐駅間 (5.5 km)
- 9月20日
  - 日本国有鉄道
    - （複線化）  東北本線 東京駅起点642.910 km地点（北高岩駅 - 尻内駅間） - 尻内駅（現・八戸駅）間

  - 長崎電気軌道
    - （駅名改称）  茂里町停留場←竹の久保通停留場（本線）
- 9月21日
  - 日本国有鉄道
    - （複線化）  日豊本線 西大分駅 - 大分駅間 (2.5 km)
- 9月22日
  - 日本国有鉄道
    - （複線化）  東北本線 石文信号場 - 千曳駅間
    - （複線化）  東北本線 東京駅起点694.970 km地点（千曳駅 - 野辺地駅間） - 野辺地駅間
- 9月23日
  - 日本国有鉄道
    - （信号場開業）  下条信号場（上越線 越後滝谷駅 - 宮内駅間）
    - （複線化）  上越線 越後滝谷駅 - 下条信号場間
- 9月24日
  - 日本国有鉄道
    - （複線化）  東北本線 土屋信号場 - 浅虫駅（現・浅虫温泉駅）間
    - （信号場廃止） 土屋信号場
- 9月25日
  - 日本国有鉄道
    - （複線化）  上越線 石打駅 - 大沢駅間 (4.0 km)
- 9月26日
  - 日本国有鉄道
    - （複線化）  東北本線 奥中山駅（現・奥中山高原駅） - 西岳信号場間
    - （信号場廃止） 西岳信号場
- 9月27日
  - 日本国有鉄道
    - （複線化）  東北本線 梅内信号場 - 三戸駅間
    - （信号場開業）  梅内信号場
    - （複線化）  上越線 上牧駅 - 水上駅間 (5.4 km)
    - （信号場開業）  倉谷信号場（鹿児島本線（当該区間は現・肥薩おれんじ鉄道線） 湯浦駅 - 津奈木駅間）
- 9月28日
  - 日本国有鉄道
    - （複線化）  東北本線 中目信号場 - 東白石駅間 (7.3 km)
    - （信号場廃止） 中目信号場
    - （複線化）  日豊本線 西屋敷駅 - 立石駅間 (5.8 km)
- 9月29日
  - 日本国有鉄道
    - （複線化）  上越線 越後堀之内駅 - 北堀之内駅間 (3.4 km)

### 10月
- 10月1日
  - 日本国有鉄道
    - （新駅開業）  中里駅（岩泉線 岩手刈屋駅 - 岩手和井内駅間）
    - （新駅開業）  東園駅（長崎本線 喜々津駅 - 大草駅間）
    - （新駅開業）  坂之上駅（指宿枕崎線 谷山駅 - 五位野駅間）
    - （仮乗降場開業）  新士幌仮乗降場（士幌線 中士幌駅 - 士幌駅間）
    - （駅昇格）  東北本線（当該区間は現・IGRいわて銀河鉄道いわて銀河鉄道線） 斗米駅←斗米信号場
    - （駅名改称）  田沢湖駅←生保内駅（生保内線（現・田沢湖線））
    - （駅名改称）  益田駅←石見益田駅（山陰本線）
    - （電化）  日豊本線 小倉駅 - 新田原駅間 (30.2 km・交流20,000 V・60 Hz)
    - （信号場開業）  南霧島信号場（日豊本線 霧島神宮駅 - 国分駅間）

  - 帝都高速度交通営団
    - （延伸開業）  東西線 竹橋駅 - 大手町駅間 (1.0 km)

  - 松本電気鉄道（現・アルピコ交通）
    - （駅名改称）  新島々駅←赤松駅（上高地線）

  - 淡路交通
    - （路線廃止）  鉄道線 洲本駅 - 福良駅間
    - （駅廃止） 洲本駅、寺町駅、宇山駅、下加茂駅、先山駅、淡路二本松駅、納駅、淡路広田駅、淡路長田駅、掃守駅、自凝島駅、一本松駅、市村駅、神代駅、賀集駅、御陵東駅、福良駅
- 10月6日
  - 日本国有鉄道（後・神岡鉄道）
    - （新線開業）  神岡線 猪谷駅 - 神岡駅（後・奥飛騨温泉口駅）間 (20.3 km)
    - （新駅開業）  飛騨中山駅、茂住駅、西漆山駅（後・漆山駅）、神岡口駅（後・神岡鉱山前駅）、飛騨船津駅（後・飛騨神岡駅）、神岡駅
- 10月20日
  - 日本国有鉄道
    - （路線名改称） 田沢湖線←橋場線、生保内線
    - （延伸開業）  田沢湖線 赤渕駅 - 田沢湖駅間 (18.1km)
    - （信号場開業）  大地沢信号場、志度内信号場

### 11月
- 11月1日
  - 日本国有鉄道
    - （新駅開業）  横間駅（花輪線 荒屋新町駅 - 田山駅間）
    - （新駅開業）  黒江駅（紀勢本線 海南駅 - 紀三井寺駅間）
    - （駅名改称）  阿南駅←阿波富岡駅（牟岐線）
    - （駅名改称）  南福岡駅←雑餉隈駅（鹿児島本線）
- 11月7日
  - 小田急電鉄
    - （新駅開業）  湘南台駅（江ノ島線 長後駅 - 六会駅（現・六会日大前駅）間）
- 11月22日
  - 日本国有鉄道
    - （複線化）  上越線 北堀之内駅 - 越後川口駅間 (4.7 km)

### 12月
- 12月1日
  - 日本国有鉄道
    - （新駅開業）  岩ノ下駅（大船渡線 陸中門崎駅 - 陸中松川駅間）
    - （新駅開業）  折生迫駅（日南線 青島駅 - 内海駅間）

  - 釧路臨港鉄道（現・新太平洋商事）
    - （路線廃止） 臨港線 臨港駅 - 入舟町駅間
    - （駅廃止）入舟町駅
- 12月15日
  - 日本国有鉄道
    - （新駅開業）  大麻駅（函館本線 厚別駅 - 野幌駅間）
    - （常設駅化）  海老川駅←海老川仮乗降場（大畑線（後・下北交通））
- 12月20日
  - 日本国有鉄道
    - （旅客営業廃止） 宇品線（定期券客以外）
    - （路線廃止） 宇品線 上大河駅 - 宇品駅間
    - （駅廃止） 下大河駅、丹那駅、宇品駅[注釈 4]
    - （駅廃止・信号場化） 大須口信号場←大須口駅
- 12月24日
  - 日本国有鉄道
    - （新駅開業）  東刈谷駅（東海道本線 安城駅 - 刈谷駅間）

## 鉄道車両

### 新系列・新形式
- 日本国有鉄道
  - EF90形電気機関車
  - DD54形ディーゼル機関車
  - DE10形ディーゼル機関車
  - 301系電車
  - 495系電車
  - クモヤ90形電車
  - キハ45系気動車
  - キハ90系気動車
  - マニ36形客車
  - ワキ9000形貨車
  - レサ10000系貨車
  - トキ25000形貨車
  - チキ1300形貨車
  - チキ2800形貨車
  - ク5000形貨車
  - コキ9000形貨車
  - コキ10000形貨車
  - コキフ10000形貨車
  - ホキ2200形貨車
  - ソ300形貨車
  - タム8900形貨車
  - タム9000形貨車
  - タサ4900形貨車
  - タキ1200形貨車（2代）
  - タキ3650形貨車
  - タキ3850形貨車
  - タキ4650形貨車
  - タキ4750形貨車
  - タキ5550形貨車
  - タキ5750形貨車
  - タキ6350形貨車
  - タキ6850形貨車
  - タキ7150形貨車
  - タキ7450形貨車
  - タキ8350形貨車
  - タキ8650形貨車
  - タキ9550形貨車
  - タキ9650形貨車
  - タキ25000形貨車
  - タキ35000形貨車
  - タキ45000形貨車
  - ホキ5800形貨車
  - テキ200形貨車
- 留萠鉄道
  - キハ2000形気動車
- 福島交通
  - サハ3000形電車
  - モハ5100形電車
- 東京都交通局
  - M形電車
- 小田急電鉄
  - 4000形電車（初代）
- 長野電鉄
  - 0系電車
- 静岡鉄道
  - 300形電車
- 神岡鉄道
  - 25DL形ディーゼル機関車
- 名古屋鉄道
  - 3770系電車
  - 3780系電車
- 近畿日本鉄道
  - 1800系電車
  - 2400系電車
  - 2470系電車
  - 6000系電車
  - 18200系電車
- 阪神電気鉄道
  - 3521形電車
  - 7861形電車
  - 7961形電車
- 長崎電気軌道
  - 500形電車
- 西ドイツ国鉄
  - V169形ディーゼル機関車
- レーティッシュ鉄道
  - Gem4/4形機関車
- スペイン国鉄
  - 279形電気機関車

### 消滅形式
- 日本国有鉄道
  - タ1750形貨車

### 受賞
- 第9回 ブルーリボン賞 - 名古屋鉄道 キハ8000系気動車
- 第6回 ローレル賞 - 札幌市交通局 A830形電車